# One tv
 (avril 2020).
Si vous disposez d'ouvrages ou d'articles de référence ou si vous connaissez des sites web de qualité traitant du thème abordé ici, merci de compléter l'article en donnant les références utiles à sa vérifiabilité et en les liant à la section « Notes et références ».
ONE TV était le premier bouquet en France édité spécialement pour la télévision sur téléphone mobile (made-for-mobile). Il a été lancé en 2006 et fermé à ce jour[Quand ?] ; il a été créé par Vincent Roger et Laurent Sarver, fondateurs de Mobibase,
ONE TV était constitué de 24 chaînes classées par thèmes :
1. Fun
  - Entrevue TV

1. - Choc TV
  - Guts TV
  - Joke TV
  - Crazy TV
  - Sumo TV
2. Movie
  - Scream TV
  - Bollywood TV
  - Cartoon's
3. Music
  - Song TV
  - Street TV
4. Glamour
  - Bikini TV
  - Glitter TV
5. News
  - News TV
  - Astro Center TV
  - Météo TV
  - Gaming TV

1. - Technikart TV
2. World
  - No Distance TV
  - Afro TV
  - Chinese TV
  - Fiesta TV

ONE TV est en France l'unique offre de télévision mobile disponible sur l'ensemble des opérateurs :
1. - Orange
  - SFR
  - Bouygues (Q4 2008)
  - Iphone
  - Nokia Video Center

Il existait alors en France 4 offres majeures de télévision mobile :
1. - Orange TV
  - SFR Pass
  - Canal Sat Mobile
  - ONE TV

Dorénavant seuls les [FAI] et [Canalsat] proposent un bouquet de télévision par mobile

## Liens
- Site de One TV
- Site Officiel de Laurent SARVER